# Церква Різдва Пресвятої Богородиці (Ясногородка)
Церква Різдва Пресвятої Богородиці — православний храм у селі Ясногородка Фастівського району Київської області, належить до УПЦ Московського патріархату. Типовий храм, розрахований на 70 людей, знаходиться на вулиці Київська, 2-А. Престольне свято храму — Різдво Пресвятої Богородиці, 21 вересня (за новим стилем).
5 березня 2022 року, під час повномасштабного вторгнення ЗС РФ, церкву було пошкоджено.

## Історія
Перший храм у Ясногородці було збудовано в першій половині XVIII століття. В селі було два храми: Різдва Пресвятої Богородиці та домовий храм святого Іоанна Богослова. У 20-х роках XX століття храм закрили, пізніше богослужіння відновили. В часи хрущовських гонінь храм зруйнували.
Новий храм збудували у 2008 році, у 2012 році громада парафії звернулася до священноначалія Української Православної Церкви з проханням призначити священника. З 12 липня 2012 року настоятелем парафії є отець Роман Задорожній.
5 березня 2022 року під час повномасштабного вторгнення російських військ було пошкоджено храм Різдва Пресвятої Богородиці у Ясногородці. Два снаряди влучили в купол, снарядом БМП пошкоджено дзвіницю, пошкоджено збудований біля храму парафіяльний будинок. З великокаліберного кулемету прошито вікна та вхідні двері у храм.